# 流れ星 (2010年のテレビドラマ)
『流れ星』（ながれぼし）は、2010年10月18日から12月20日までフジテレビ系で月曜日21:00 - 21:54の「月9」枠で放送されたテレビドラマ。主演は竹野内豊。初回は21:00 - 22:09の15分拡大。全10回。
フジテレビが主催しているヤングシナリオ大賞の第21回（2008年度）佳作を受賞した『クラゲマリッジ』を基に企画されたもので、同作品の作者である臼田素子が脚本を手掛けている。月9で新人脚本家の作品が使用されるのは異例のことである。
キャッチコピーは「偽りの愛から、真実の愛へ」。

## 内容
人生に絶望しながらも、様々な困難を乗り越えていく男女の恋愛を描くラブストーリー。
新江ノ島水族館で働く岡田健吾はある時、妹・マリアが難病で肝臓の移植を必要としていることを知る。親族かその配偶者でなければ臓器提供は法によって厳しく規制されているが、親族の中から移植に同意してくれる人はおらず、最後の望みの綱であった婚約者も移植を拒否し、2人は別れてしまう。一方、風俗嬢として働く梨沙は、兄・修一の作った借金のために自暴自棄になっていた。偶然出会った健吾と梨紗は借金の肩代わりと、結婚し移植をすることを互いに条件とし契約を結び、結婚する。本来出逢うはずのない2人であったが、互いが背負った境遇が2人を引き寄せていく。

## キャスト

### 岡田家
岡田 健吾（37）
演 - 竹野内豊
新江ノ島水族館の飼育員。マリアのため梨沙と契約結婚する。
槇原（岡田） 梨沙（26）
演 - 上戸彩
イメクラで働いていた風俗嬢であり源氏名は「ミルク」。借金の肩代わりとマリアへの臓器提供を条件に入籍し、戸籍上の健吾の妻となる。イメクラ嬢時代は酒豪であり喫煙者でもあったがドナー登録を機に禁酒を行い、卒煙する決意をした。それ以降は非喫煙者である。
岡田 マリア（17）
演 - 北乃きい
神奈川県立由比ケ浜高校3年生・美術部に所属。健吾の妹だが、実は健吾の異母妹。先天性胆道閉鎖症という肝臓の病気を抱えている。第5話で健吾とは異母兄妹であるという出生の秘密が明らかになった。すでにマリアが子供の頃に両親は火事で他界した。山梨県生まれ。
岡田 和子（57）
演 - 原田美枝子
健吾の母でマリアの養母。マリアの出生の秘密を知っていたが、それを隠して自分の娘として育ててきた。

### 神奈川県立藤沢大学付属病院

#### スタッフ
神谷 凌（28）
演 - 松田翔太
消化器外科の医師。マリアの主治医。
中島 留美（29）
演 - 北川弘美
マリアと涼太の担当看護師で好みのタイプは「だめんず」である。

#### 入院患者
沢村 涼太（享年17）
演 - 桐山照史（関西ジャニーズJr.）
落語オタクで陽気な性格。マリアと同じく肝臓に病気を抱えており、第6話で他界する。

### 新江ノ島水族館飼育員
川本 順二（42）
演 - 杉本哲太
健吾の兄貴分的存在で良き相談相手。妻・千鶴と共働き。
川本 千鶴（32）
演 - ちすん
川本順二の妻。
柏原 裕也（27）
演 - 中川真吾（D-BOYS）
健吾とは同僚。海の生物にちなんだ表現をするのが好き。梨沙のことを「クリオネちゃん」と呼んでいる（その兄の修一に対しては「もずく頭」と表現した）。

### その他
安田 瑞希（17）
演 - 川口春奈
マリアの親友で同級生。イケメンに弱い。沢村に一目惚れする。第7話で涼太の姉へ涼太への想いを告白する。
相澤 美奈子（37）
演 - 板谷由夏
健吾の元婚約者。健吾との挙式を間近に控えていたが、その関係はマリアの病気の発見と梨沙の出現で大きく揺れ動いていく。職業はホテル従業員。
槇原 修一（35）
演 - 稲垣吾郎（SMAP）
梨沙の兄。借金返済を妹に押し付け、梨沙の苦しみの原因となっている。一見、妹を金づるとしか考えていない卑劣漢だが、その真意は謎に包まれている。

### ゲスト

#### 第1話
- 藤代 誠 - 大東俊介
  - 梨沙の元恋人。修一に金を騙し取られた上に、梨沙が風俗で働いていることを暴露され、梨沙の元を去る。
- 白井 - 光石研（第1 - 3話）
  - イメクラ「聖マリン学園」の店長。
- イメクラ「聖マリン学園」の客 - 春海四方
- 谷中 - 田口主将（第1話・4話・7話・9話）
  - 神奈川県立藤沢大学付属病院・消化器外科の医師。
- 幼い兄妹 - 澁谷武尊(第9話)、天野柚希
- 浩平 - 児玉頼信
  - 健吾とマリアの叔父。
- れい子 - 松山尚子
  - 健吾とマリアの叔母。

#### 第2話
- 林家錦平〔本人役〕
- 林家英平〔本人役〕
- 林家ペタ子〔本人役〕

#### 第3話
- 琴美 - 早織（第3話・6話・8話）
  - 涼太の姉。妊娠中のため、涼太のドナーになれないことを負い目に感じている。
- 区役所・市民課の職員 - 桜井聖(第3話・第9話)

#### 第5話
- 時計店の女性 - 山本道子
- 看護師 - 澤山薫
- テレビ番組のMC - 三原勇希※クレジットなし

#### 第7話
- 岩井 冴子（タブロイド紙「日刊タイムズ」記者） - 上野なつひ（第7 - 9話）

#### 第9話
- タブロイド紙「日刊タイムズ」のカメラマン - 浅里昌吾

#### 最終話
- 「AQUAPET JOY」店主 - キムラ緑子
- 「AQUAPET JOY」でクマノミを見ていた男の子 - 鈴木福
- クマノミを貰った女の子 - 磯野光沙

## スタッフ
- 原案 - 臼田素子『クラゲマリッジ』（第21回ヤングシナリオ大賞佳作）
- 脚本 - 臼田素子、秋山竜平
- 脚本監修 - 伴一彦
- 音楽 - 井筒昭雄
- 企画 - 金井卓也
- プロデュース - 中野利幸
- プロデュース補 - 荻田真弓、松本明美、石田忠史
- 演出 - 宮本理江子、石井祐介、並木道子
- 演出補 - 宮脇亮、後藤克樹、蔵内彩季子、野口恵、水戸祐介
- 技術プロデュース - 友部節子
- 技術プロデュース補 - 名取佐斗史
- 撮影 - 川越一成
- 撮影助手 - 和田晋
- スタジオカメラ - 篠田忠史、佐藤幸子、長谷川諭
- TD - 北山善弘
- 照明 - 花岡正光
- 照明助手 - 中村晋平、梅田友絵、奥村健太
- 映像 - 宇野知之
- 録画 - 林航太郎
- 音声 - 金杉貴史
- 音声助手 - 唯本真司、児玉考弘
- 編集 - 柳沢竜也
- ライン編集 - 大方泉
- MA - 古跡奈歩
- 音響効果 - 佐古伸一、安藤友章、茂野敦史
- 美術プロデュース - 関口保章
- 美術進行 - 内村和裕
- デザイン - 塩入隆史
- 視覚効果 - 田村憲行
- タイトル・CG - 小林一博、羽山未紗、阪田俊彦
- 大道具 - 浅見大
- 操作 - 和田幸政、近藤和幸
- 建具 - 船岡英明
- 装飾 - 竹原丈二、安部俊彦、前田敏幸、中嶋誠宗
- アクリル装飾 - 早坂健太郎
- 持道具 - 山本恵
- 衣装 - 佐藤愉貴子、大関みゆき
- メイク - 石田あゆみ、和田奈穂
- 電飾 - 寺田農
- 生花装飾 - 牧島美恵
- 植木装飾 - 原利安
- フードコーディネーター - 住川啓子
- 編成 - 情野誠人
- 広報 - 鈴木麻衣子
- ホームページ - 須之内達也、鈴木知子
- 広報宣伝 - 福田佳代
- スチール - 青木操生
- 制作担当 - 田村豊
- 制作進行 - 樋掛浩晃、堀井雅晃
- 制作主任 - 田澤俊彦、織田真二、須佐美大誠
- 制作デスク - 井上理恵
- スケジュール - 田中峰弥
- 記録 - 石田眞理、渡辺美恵
- 車輌 - 田沼康弘、斉藤新也、鈴木成重
- 医療監修 - 日本医科大学 外科 谷合信彦
- 取材協力 - 社団法人 日本臓器移植ネットワーク
- オブジェ協力 - 宮本泰治
- 協力 - バスク、ファン、富士映画、タカハシレーシング
- 水族館協力 - 新江ノ島水族館
- 撮影協力
  - 相模鉄道株式会社、江ノ電、横浜ビブレ、茅ヶ崎市立病院、神奈川県立田奈高等学校、湘南藤沢フィルム・コミッション、bridal house TUTU
  - hotel continental yokohama、江の島アイランドスパ、株式会社貝作、横浜にぎわい座、ヨネヤマプランテイション、吉野町市民プラザ
  - 寒川町、JAさがみ、MAR-DE NAPOLI JAPAN INC、メルパルク横浜、ゆりストア王禅寺店、ニュータウン川和ゴルフ、鎌倉プリンスホテル
  - 相鉄バス株式会社、東京シティエアターミナル株式会社、本栖湖観光協会、本栖湖畔浩庵、富士河口湖町役場、軽井沢南教会
  - 島田自動車整備工場、富士急山梨バス株式会社、浅草仲見世銀花堂、仲見世商店街、浅草演芸ホール、浅草伝法院通り商店街
  - 浅草ひさご通り商店街、ひさご通りホテルスティング、スリーエフ、LA ENERGIA TRATTORIA、横須賀市立うわまち病院、(有)衛藤不動産
  - 明治地所株式会社 鎌倉シーサイド店、鎌倉御成商店街、PAN PACIFIC、江戸川病院、スルガ銀行、彩の国ビジュアルプラザ映像ミュージアム
  - あさくさ千東通商店街
- 制作 - フジテレビ・ドラマ制作センター
- 制作著作 - フジテレビ

## 放送日程
| 各話                                                       | 放送日   | サブタイトル                          | 演出       | 視聴率 |
| ---------------------------------------------------------- | -------- | ------------------------------------- | ---------- | ------ |
| 第1話                                                      | 10月18日 | 最愛の人は一年の命 契約から始まる愛!! | 宮本理江子 | 13.6%  |
| 第2話                                                      | 10月25日 | 命がけの想い                          | 宮本理江子 | 14.2%  |
| 第3話                                                      | 11月01日 | 二人の秘密…                           | 石井祐介   | 13.7%  |
| 第4話                                                      | 11月08日 | 衝撃の告白                            | 並木道子   | 15.0%  |
| 第5話                                                      | 11月15日 | 壊れた絆                              | 宮本理江子 | 12.6%  |
| 第6話                                                      | 11月22日 | 愛と死                                | 石井祐介   | 13.9%  |
| 第7話                                                      | 11月29日 | 二人きりの夜                          | 並木道子   | 13.6%  |
| 第8話                                                      | 12月06日 | 最後の夜                              | 宮本理江子 | 14.8%  |
| 第9話                                                      | 12月13日 | 引き裂かれた絆                        | 石井祐介   | 13.4%  |
| 最終話                                                     | 12月20日 | 二人の決断                            | 宮本理江子 | 15.8%  |
| 平均視聴率 14.1%（視聴率は関東地区・ビデオリサーチ社調べ） |          |                                       |            |        |

## 楽曲
- 主題歌 - コブクロ「流星」（2010年11月17日、ワーナーミュージック・ジャパン）
- オリジナルサウンドトラック - 「流れ星」 オリジナルサウンドトラック（2010年12月8日、ポニーキャニオンPCCR-00509)

## 受賞歴
- 第67回ザテレビジョンドラマアカデミー賞
  - 助演女優賞 上戸彩（2011年2月）

## ノベライズ
- 著者は白崎博史。
- ポプラ社より2010年12月17日発売(ISBN 9784591122211)

## DVD
- 「流れ星 完全版 DVD-BOX」2011年4月20日発売(PCBC-61674：ポニーキャニオン)
  - 【映像特典】
    - 制作発表
    - 出演者インタビュー（竹野内豊／上戸彩）
    - オールアップ集
    - 予告集
    - コブクロ サプライズLIVE
    - 水族館実景集　
    - 未公開映像 - ※収録予定だった「沢村涼太（桐山照史）落語シーン8分間ノンカットバージョン」は中止となる。

  - 【初回封入特典】
    - スペシャルブックレット（初回版のみ）

## 備考
- 物語の大筋が決まった段階で本作のタイトルはいくつかの候補があったが、主演の竹野内豊から「子供の時、クラゲを上から見ると星のように見えることがあった。星という言葉をタイトルに入れてみては?」とプロデューサーに提案があり、コブクロの提出した主題歌も「流星」であったことを踏まえて「流れ星」となった。
- 2010年12月31日放送のNHK『第61回NHK紅白歌合戦』でコブクロが「流星」を歌唱した際、彼らの歌唱前、同紅白にSMAPとして出場していた稲垣吾郎が司会席に登場し、コメントを述べる演出があった。